# Gullygletsjer
De Gullygletsjer is een gletsjer in Nationaal park Noordoost-Groenland in het oosten van Groenland. 
De gletsjer heeft een diepe en opmerkelijke erosiegeul en is naar deze gully vernoemd, de Engelse naam voor een erosiegeul.

## Geografie
De gletsjer is oost-west georiënteerd en heeft een lengte van meer dan vijftien kilometer. Ze heeft meerdere zijtakken die onderweg bij de hoofdtak komen. Ze mondt in het westen uit in het Alpefjord.
De gletsjer ligt in het noordwesten van de Stauningalpen (Scoresbyland) en is een van de gletsjers rond de berg Dansketinden. Vlak voor de monding voegt de Sefströmgletsjer zich aan de zuidzijde samen met de Gullygletsjer. Op meer dan zeven kilometer naar het zuiden ligt de Krabbegletsjer, op meer dan tien kilometer naar het zuidwesten de gletsjertong van de Spærregletsjer, op ongeveer vijf kilometer naar het noordwesten ligt de Trekantgletsjer en op ongeveer zeven kilometer naar het noorden de Vikingegletsjer.